# 청천강역
청천강역(淸川江驛)은 조선민주주의인민공화국 평안북도 박천군에 위치한 평의선의 철도역이다.
본 역과 평안남도 안주시에 위치한 신안주청년역 사이에 청천강이 있으며, 청천강철교로 연결되어 있다. 구봉산선의 출발점이기도 하다.